# Acacia aprepta
Acacia aprepta är en ärtväxtart som beskrevs av Leslie Pedley. Acacia aprepta ingår i släktet akacior, och familjen ärtväxter. Inga underarter finns listade i Catalogue of Life.